# Grzegorz Polewski
Grzegorz Polewski, ps. Poldek (ur. 27 listopada 1968 w Gliwicach) – polski skoczek spadochronowy, członek Aeroklubu Gliwickiego.

## Działalność sportowa
Działalność sportową Grzegorza Polewskiego podano za: Jan Isielenis, Archiwum Sekcji Spadochronowej Aeroklubu Gliwickiego, s. 1.
Członek Sekcji Spadochronowej Aeroklubu Gliwickiego. W 1985 zaczął swoją przygodę ze skokami. Pierwszy skok wykonał 18 maja 1985 z samolotu An-2TD SP-ANW, wysokość skoku: 1000 m, metodą: „Na linę” ze spadochronem typu: ST-7, uczestnicząc w kursie podstawowym, który był organizowany w Aeroklubie Gliwickim, przez sekcję spadochronową, na gliwickim lotnisku. Dalej kontynuował szkolenie pod okiem instruktorów: Jacka Gołębiewskiego, a następnie Jana Isielenisa. 14 września 1985 uzyskał III klasę spadochronową, 1 sierpnia 1986 II klasę, a 22 czerwca 1989 I klasę.
Posiada uprawnienia do: 
- wykonywania samodzielnych skoków spadochronowych
- układania spadochronów do skoku – czasze główne
- pełnienia funkcji wyrzucającego z pokładu statku powietrznego
- wykonywania skoków nocnych (od 12.10.1986)
- skoków w terenie przygodnym (od 01.06.1987)
- skoków do wody (od 19.10.1988).

W 1987 zdobył złotą odznakę spadochronową Międzynarodowej Federacji Lotniczej FAI.
Został członkiem Klubu Tysięczników Aeroklubu Gliwickiego, skupiającego skoczków mających na swoim koncie ponad 1000 skoków. Swój 1000 skok wykonał 20 czerwca 1993 z samolotu An-2, wys. 3000 m, opóźnienie 45 s, spadochron typu: SW-12, nad gliwickim lotniskiem.
Na swoim koncie ma 1293+ wykonanych skoków ze spadochronem.

### Osiągnięcia sportowe
Osiągnięcia sportowe w spadochroniarstwie Grzegorza Polewskiego podano za: Jan Isielenis, Archiwum Sekcji Spadochronowej Aeroklubu Gliwickiego, s. 1.
- 1987 – 26–28 czerwca IV Zawody o Puchar Naczelnika Miasta Świdnika – Świdnik. Klasyfikacja (celność grupowa): IV miejsce – Aeroklub Gliwicki (Marcin Willner, Jarosław Rubinkowski, Grzegorz Polewski). Klasyfikacja (ogólna): V miejsce – Aeroklub Gliwicki[1].
- 1989 – 26–28 maja XX Spadochronowe Mistrzostwa Śląska 1989 – Gliwice. Klasyfikacja indywidualna (celność lądowania): XXV miejsce – Grzegorz Polewski (Aeroklub Opolski). Klasyfikacja akrobacja indywidualna: XXIV miejsce – Grzegorz Polewski (Aeroklub Opolski). Klasyfikacja indywidualna – dwubój: XXVI miejsce – Grzegorz Polewski (Aeroklub Opolski). Klasyfikacja drużynowa (celność lądowania): II miejsce – Aeroklub Opolski (Krzysztof Utzig, Tomasz Fidelus, Grzegorz Polewski). Klasyfikacja drużynowa (akrobacja): VII miejsce – Aeroklub Opolski. Klasyfikacja drużynowa (dwubój): IV miejsce – Aeroklub Opolski[2].
- 1989 – 29–31 lipca VII Międzynarodowe Zawody Spadochronowe – Kraków. Klasyfikacja indywidualna (celność): XI miejsce – Grzegorz Polewski. Klasyfikacja drużynowa: VI miejsce – Aeroklub Gliwicki (Artur Kuchta, Grzegorz Polewski, Wiesław Walasiewicz)[2].
- 1989 – 29 sierpnia–6 września XXVI Międzynarodowe Spadochronowe Mistrzostwa – Lublin. Klasyfikacja indywidualna (celność): XI miejsce – Grzegorz Polewski. Klasyfikacja indywidualna (akrobacja): XIII miejsce – Grzegorz Polewski. Klasyfikacja indywidualna (dwubój): IX miejsce – Grzegorz Polewski[2].
- 2017 – 28 października Międzynarodowe Zawody Speed-Star – Prostejov (Czechy). Klasyfikacja zespołowa: III miejsce – Łowcy Szakali: Jan Isielenis, Danuta Polewska, Leszek Tomanek, Rafał Duda, Grzegorz Polewski, Paweł Mostowski i Wojciech Kielar (kamera) (skok 1: 12,95 s, skok 2: 18,94 s, skok 3: 19,53 s, skok 4: 22,24 s, suma 73,66 s)[3].

## Galeria

Grzegorz Polewski
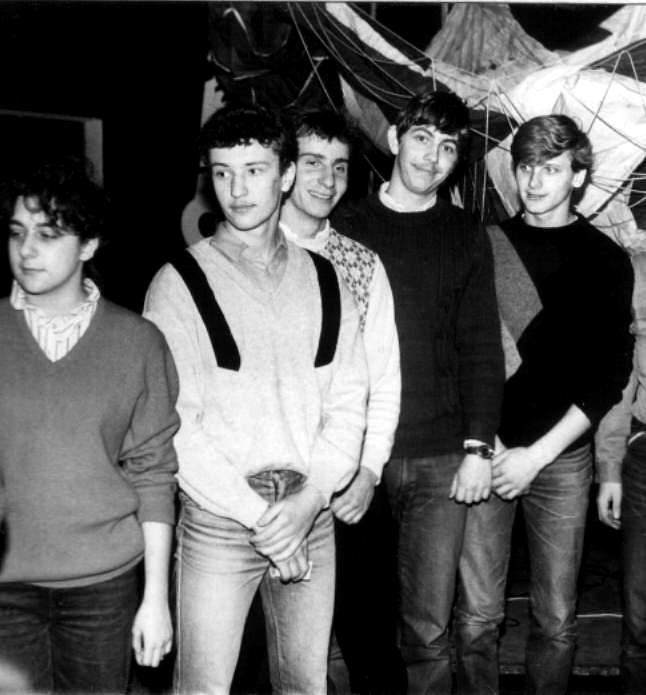
Wręczenie złotych odznak spadochronowych Międzynarodowej Federacji Lotniczej FAI podczas Konferencji Sprawozdawczo-Wyborczej w Aeroklubie Gliwickim. Od lewej: Ewa Targiel, Dariusz Nadzieja, Robert Borodiuk, Grzegorz Polewski i Jarosław Rubinkowski (listopad 1987)
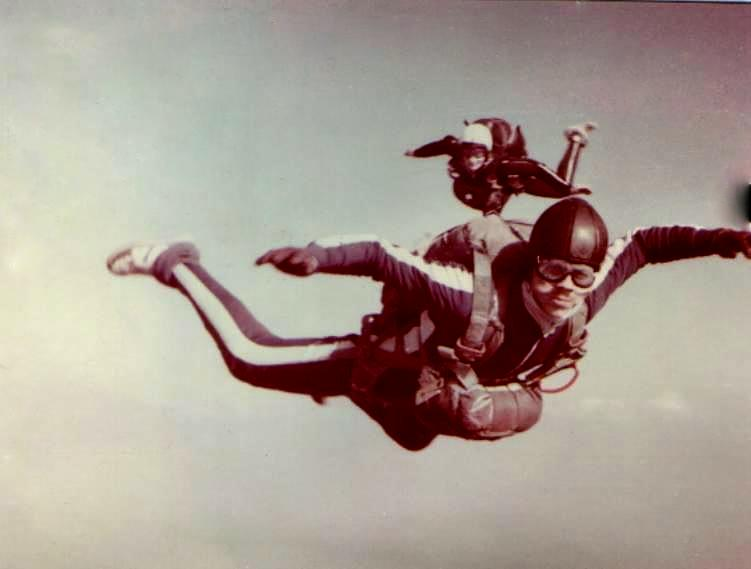
Grzegorz Polewski (na pierwszym planie) i Piotr Wybraniec (w białym kasku) (1989)
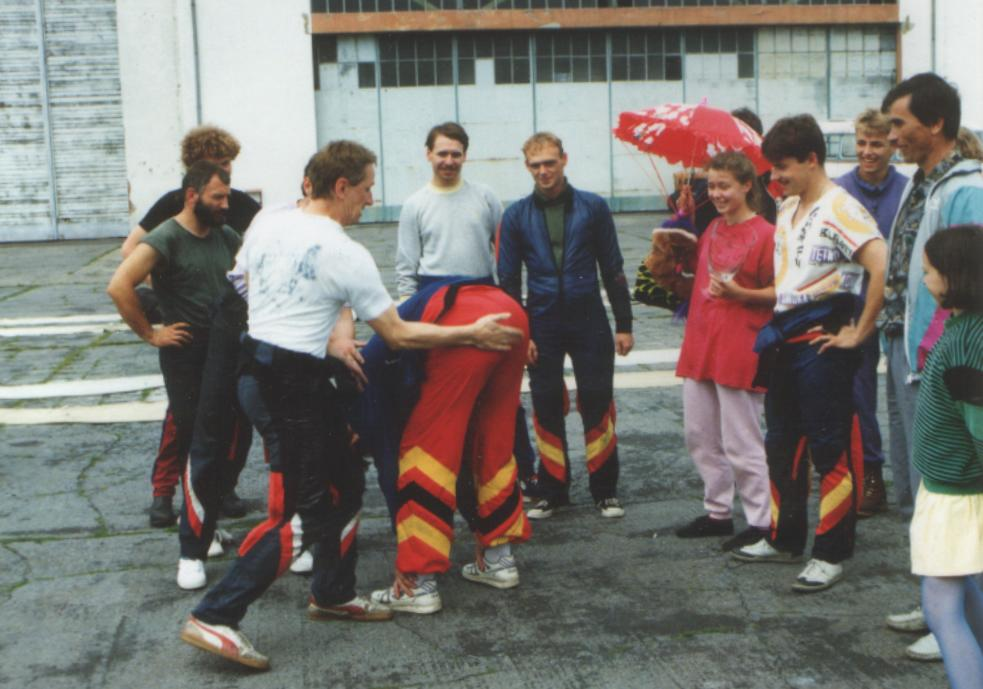
Laszowanie Grzegorza Polewskiego po wykonaniu 1000 skoku. Od lewej: Mariusz Bieniek (Laszujący), za nim Marcin Wilk, Jacek Brzeziński Azja (z brodą), Piotr Macalik, Bartosz Wasielewski, Artur Kuchta, Agnieszka Czajka, Krzysztof Stawinoga, Anna Bieniek, Jan Isielenis, Magda Gryziecka. (czerwiec 1993)
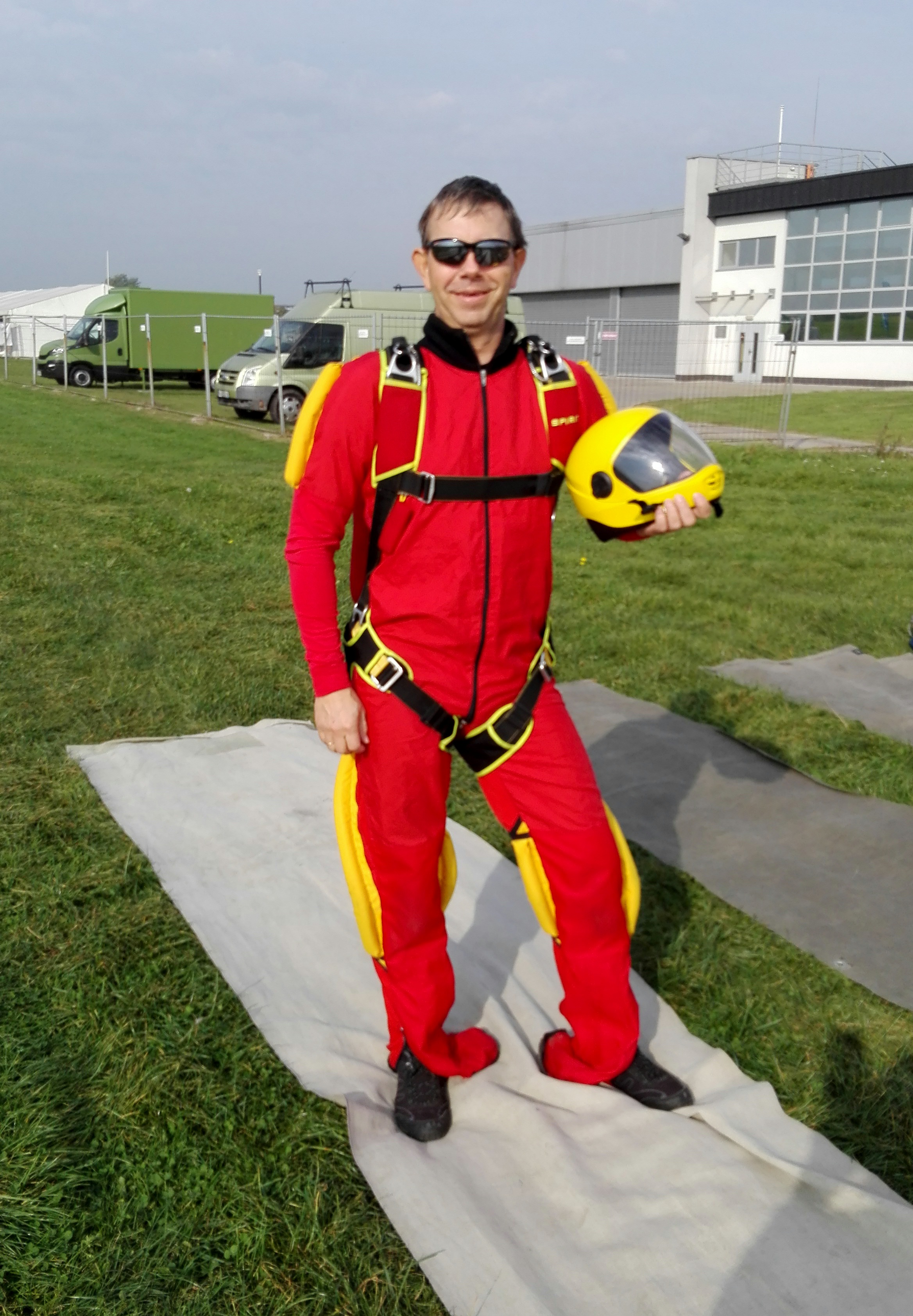
Na starcie spadochronowym (październik 2016)